# Матрица Безу
Матрица Безу (Безутиант) — введённая Джеймсом Джозефом Сильвестром и Артуром Кейли в 1853 году квадратная матрица, названная в честь французского математика Этьена Безу. Матрица Безу используется для проверки стабильности многочлена и связана с его результирующей.
Обозначается как {\displaystyle {\text{Bez(g(t),h(t))}}}, где {\displaystyle g(t)} и {\displaystyle h(t)} - полиномы.

## Свойства
1. Матрица Безу является матрицей полного ранга[1].
2. Если все корни полиномов {\displaystyle g(t)} и {\displaystyle h(t)} вещественные, различные и перемежающиеся, то {\displaystyle {\text{Bez(g(t),h(t))}}} положительно определена.